# Rhédey Klaudia
Rhédey Klaudia Zsuzsanna, cũng gọi là Claudine Susanna Rhédey de Kis-Rhéde (tiếng Hungary: Gróf kisrédei Rhédey Klaudina Zsuzsanna; 21 tháng 9 năm 1812 – 1 tháng 10 năm 1841) là vợ của Alexander xứ Württemberg. Con trai của Klaudia, Fran xứ Teck, là cha của Mary xứ Teck, Vương hậu của George V của Liên hiệp Anh. Quốc vương Anh hiện tại, Charles III, là cháu đời thứ 5 của Klaudia.